# 李载禄
李载禄（韓語：이재록；1943年5月23日—2023年12月31日）本貫咸平李氏，是一位韩国著名牧师，首尔万民中央教会堂会长韩国圣洁会前任会长和圣洁神学院院长。万民中央教会的宗旨是向上帝创造的所有国家和所有人民传播耶稣基督的福音。2004年，李载禄建立了全球性的基督教电视网，向全世界传播福音。他的书被翻译成多种语言。《今日基督教》等主要的基督教报纸以及CNN等世俗媒体均报道其工作。他的信徒声称他有能力通过祷告治疗疾病，包括艾滋病和白血病。
2019年，李載祿因長期性侵女信徒被判16年徒刑。2023年，Netflix播出探討韓國四個邪教的紀錄片《以神之名：信仰的背叛》，其中第7、8集之主題為萬民中央教會及領導人李載祿牧師，在韓國及世界各地引發社會討論。
2023年1月，李載祿因罹患大腸癌末期而被允許暫時出獄。2023年12月31日，李載祿病逝。

## 著作
- 《死前見生機》 (ISBN 957-8426-81-8)[21][22]
- 《十字架之道》(ISBN 986723006X )[23][24][25]
- 《苏醒吧！以色列》(ISBN 9789866496288) [26][27]
- 《信心的大小》(ISBN 986-7230-89-2)[28]
- 《天國(上) 》(ISBN 986-7230-38-8))[29]
- 《天國(下)》(ISBN 986-7230-79-5)[30]
- 《地獄》[31][32]
- 《權能》(ISBN 978-986-6876-33-2)[33]
- 《耶和華是醫治者》(ISBN 978-986-6876-71-4)[34][35]